# Thomas Holcroft

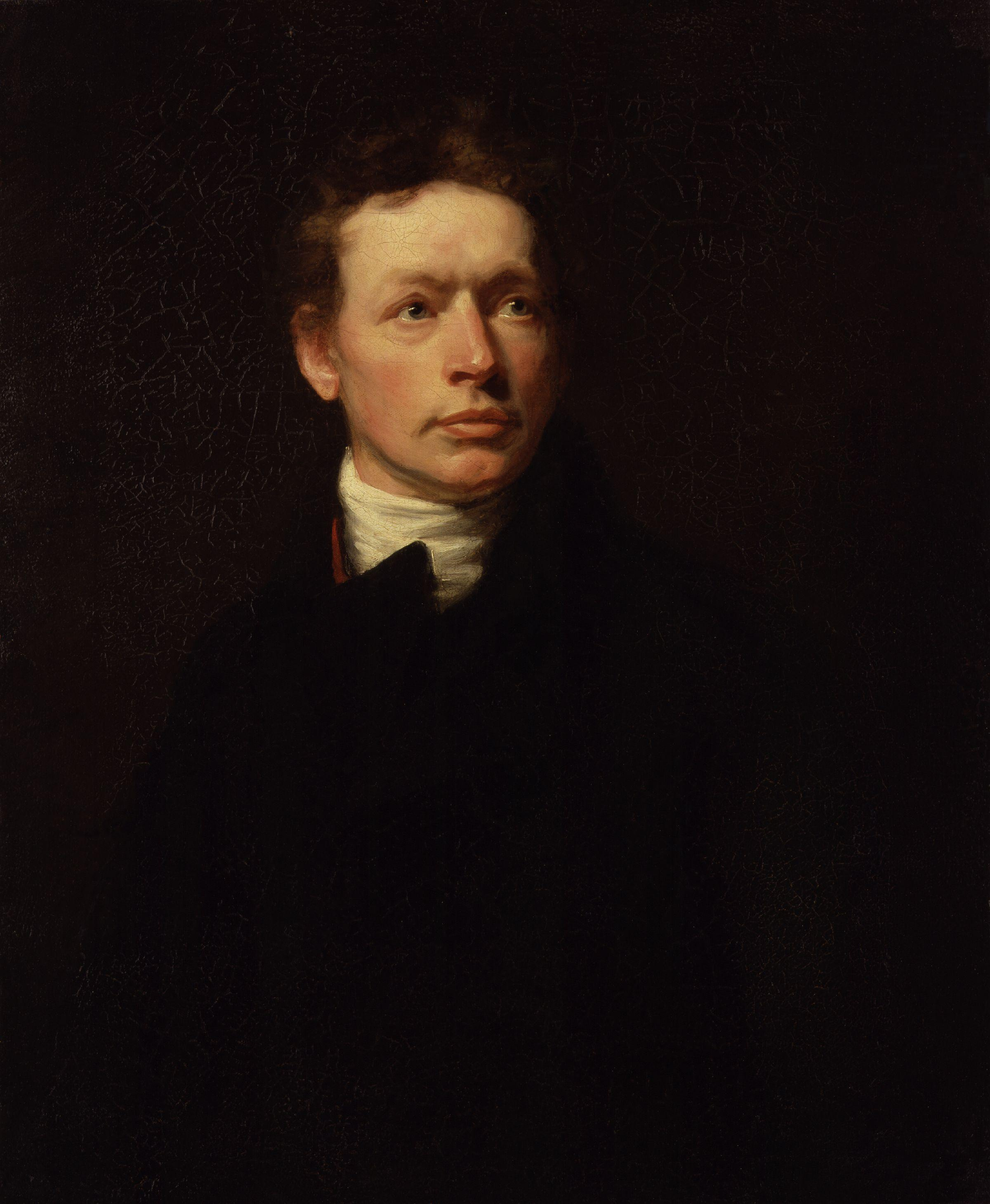
Thomas Holcroft

Thomas Holcroft (* 10. Dezember 1745 in London; † 23. März 1809 ebenda) war ein englischer Schriftsteller und Übersetzer.

## Leben
Holcroft kam aus einfachen Verhältnissen; sein Vater war Schuhmacher. Nach nur wenigen Jahren Schulbesuch schloss sich Holcroft einer Schauspieltruppe an. Nach vielen Jahren bei verschiedenen Ensembles bekam er 1778 ein Engagement am Drury Lane Theatre in London.
Über die Arbeit am Theater machte er in dieser Zeit auch Bekanntschaft mit den Schriftstellern und Philosophen Thomas Paine und William Godwin. Zu dritt versuchten diese, schon früh die Ideen der französischen Revolution in England zu verbreiten. Das führte 1794 zu einer Verhaftung und Anklage wegen Hochverrat; verurteilt wurde Holcroft allerdings nicht. Ab 1805 war Holcroft nebenbei auch als Herausgeber des Theatrical Recorder tätig.
Im Alter von 63 Jahren starb Thomas Holcroft am 23. März 1809 in London.
In seinem literarischen Schaffen thematisiert Holcroft immer wieder Forderungen nach politischer Freiheit und sozialer Gerechtigkeit. In seinen Übersetzungen und Bearbeitungen von französischen Theaterstücken wird die Sozialkritik überhöht und weicht meist einem utopischen Idealismus. Holcroft trug dazu bei, das Melodrama auf den Londoner Bühnen heimisch zu machen, vor allem mit Übersetzungen von Pixérécourts frühen Stücken.
Seine Frau heiratete nach seinem Tod den englischen Dramatiker James Kenney.

## Werke
- Alwyn or the gentleman comedian (1780)
- Anna St. Ives (1792)
- The deserted daughter (1795)
- Duplicity (1781)
- The follies of the day (1784)
- Hugh Trevor (1794)
- Love frailties (1794)
- Memoirs of Bryant Perdue (1805)
- The road to ruin (1792)
- The school of arrogance (1791)
- Seduction (1787)
- The tale of mystery (1802)